# لودفيغ ريدتنباكر
لودفيغ ريدتنباكر (بالألمانية: Ludwig Redtenbacher)‏ (و. 1814 – 1876 م) هو عالم حشرات من النمسا .
توفي في فيينا، عن عمر يناهز 62 عاماً.

## التعليم
تعلم في جامعة فيينا